# Старомодна комедія (фільм)
«Старомодна комедія» (рос. «Старомодная комедия») — радянський художній фільм 1978 року, екранізація однойменної п'єси Олексія Арбузова.

## Сюжет
Зустріч головлікаря санаторію в Прибалтиці і його пацієнтки закінчується конфліктом. Він викликає її до себе з приводу порушення санаторного режиму, проте пацієнтка виявляється з характером, який сподобався лікарю. Незабаром їх стосунки налагоджуються, і він запрошує її в ресторан. Історія закінчується тим, що дама вирішує виїхати, але розуміє, що не в силах цього зробити.

## У ролях
- Аліса Фрейндліх —  Лідія Василівна Жербер
- Ігор Владимиров —  Родіон Миколайович

## Знімальна група
- Автори сценарію:  Олексій Арбузов,  Володимир Железников
- Режисери-постановники:  Ера Савельєва,  Тетяна Березанцева
- Оператор-постановник: Борис Кочеров
- Композитор:  Мікаел Тарівердієв
- Художники-постановники:  Олексій Пархоменко,  Костянтин Форостенко
- Звукорежисер:  Леонід Булгаков
- Диригент:  Сергій Скрипка
- Пісні на вірші Белли Ахмадуліної, Андрія Вознесенського виконують Аліса Фрейндліх,  Галина Бесєдіна,  Сергій Тараненко
- Режисер: Михайло Кончаківський
- Музичний редактор: Арсеній Лапісов
- Директор картини: Тамара Харитонова